# Steinkiste vom Rugenbarg

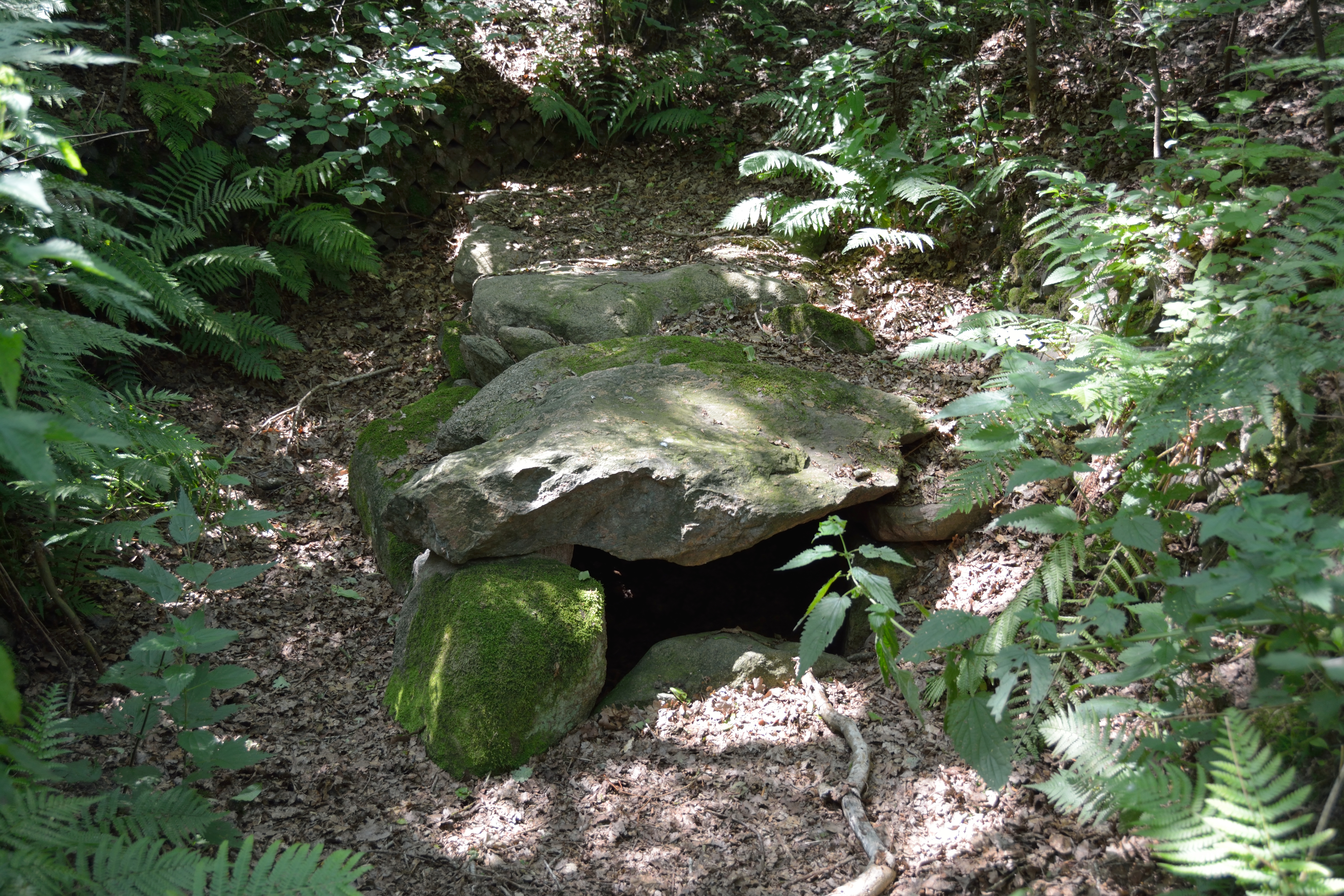
Steinkiste vom Rugenbarg

Die Steinkiste vom Rugenbarg in Vaale bei Itzehoe in Schleswig-Holstein gehört zu den größeren Steinkisten in Deutschland. Der Rugenbarg beherbergt zehn bronzezeitliche Grabhügel, die ansonsten die zeitgenössischen Baumsargbestattungen unter Erdhügeln bergen.

Die Funde aus der Steinkiste wurden im Wappen von Vaale verarbeitet

Die etwa drei Meter lange und einen Meter breite Kiste wurde 1884 unwissenschaftlich ausgegraben. Sie besteht aus neun Tragsteinen und vier Decksteinen. In der Kiste befanden sich Reste eines Baumsargs, der männliche Skelettreste und Grabbeigaben enthielt. Die Beigaben bestanden aus einem Absatzbeil, Beschlägen eines Klappstuhles, einem Dolch, zwei Fibeln, einem Schwert mit hölzerner Scheide und einem Tongefäß.